# Deutsche Verkehrsfliegerschule
A Deutsche Verkehrsfliegerschule (DVS) (em português: Escola Alemã de Transporte Aéreo) foi uma organização militar encoberta pelo estado alemão que operava uma escola de voo na Alemanha. Esta escola teve início na República de Weimar em 1925 e, em 1929, o seu quartel-general foi transferido para Braunschweig. Muitos ases da futura Luftwaffe receberam as suas primeiras aulas de voo nesta escola, como por exemplo Werner Mölders.
A DVS era, de jure e de facto, uma escola para pilotos comerciais, porém nos seus bastidores operava uma escola secreta que treinava futuros pilotos para a futura Luftwaffe. Esta escola teve uma grande escalada de importância com a chegada do NSDAP ao poder, pois providenciava treino de pilotagem militar numa altura em que a Alemanha se começava a rearmar, em violação do Tratado de Versalhes.
No dia 31 de Maio de 1945, depois da derrota alemã na Segunda Guerra Mundial, as forças aliadas tornaram ilegais todas as coisas associadas com o nazismo, e esta escola de pilotagem não foi excepção.
Na actualidade, algumas escolas de pilotagem alemãs operam sob o mesmo nome, em diferentes localizações espalhadas pelo país. Todas elas foram fundadas no pós-guerra.